# 27. (vzhodnobosanska) divizija (NOVJ)
27. (vzhodnobosanska) divizija je bila partizanska divizija, ki je delovala v sklopu NOV in POJ v Jugoslaviji med drugo svetovno vojno.

## Zgodovina
Divizija je bila ustanovljena 15. oktobra 1943. Ob ustanovitvi je divizija imela tri brigade ter 2.037 borcev.

## Sestava
Oktober 1943
- 2. krajiška brigada
- 17. majeviška brigada
- 18. vzhodnobosanska brigada

## Poveljstvo
Poveljniki
- Pero Kosarić

Politični komisarji
- Hasan Brkić